# Harrington Reynolds
Harrington Reynolds (Cheshire, 25 de outubro de 1886 — Chapala, 24 de novembro de 1961) foi um ator britânico, que apareceu no teatro e em uma série de filmes. Era mais conhecido por Old English (1930), Ride 'em, Cowgirl (1939) e Two Sinners (1935).
Ele começou a sua própria companhia de teatro.